# Noble Junta de Cabezuelas
La Noble Junta de Cabezuelas «NJC», también llamada Junta de Aguas de la Cacera del Río Cambrones o vulgarmente Junta de Borregos, es una institución fundada en la Edad Media integrada por varios municipios para la limpieza y gestión en común del río Cambrones y sus caceras repartidas por las localidades que lo integran en la provincia de Segovia, de la comunidad autónoma de Castilla y León, España.
Tiene personalidad jurídica propia. Sus integrantes son diferentes núcleos de población de la comarca de Tierras de Segovia, todos ellos pertenecientes a la Mancomunidad de La Atalaya.

## Nombre
Procede de la aldea que era la sede ancestral de la Junta hasta su desaparición, llamada Cáceres o Cabezuelas que se encontraba encontraba en el alto de La Cabezuela (o Cabezuelas) entre el actual término municipal de Trescasas y el de San Cristóbal de Segovia.

## Historia
Se estima que desde antes del siglo XI, y documentado desde 1401, el último sábado de cada mes de mayo los vecinos de la zona se reúnen para limpiar la Cacera Mayor del río Cambrones; con el objetivo de coordinar este mantenimiento se creó la Noble Junta de Cabezuelas encargada de la gestión de las aguas. Este día es denominado el Día de la Cacera Mayor de Cambrones y solo se ha suspendido en 1937 y 2020.

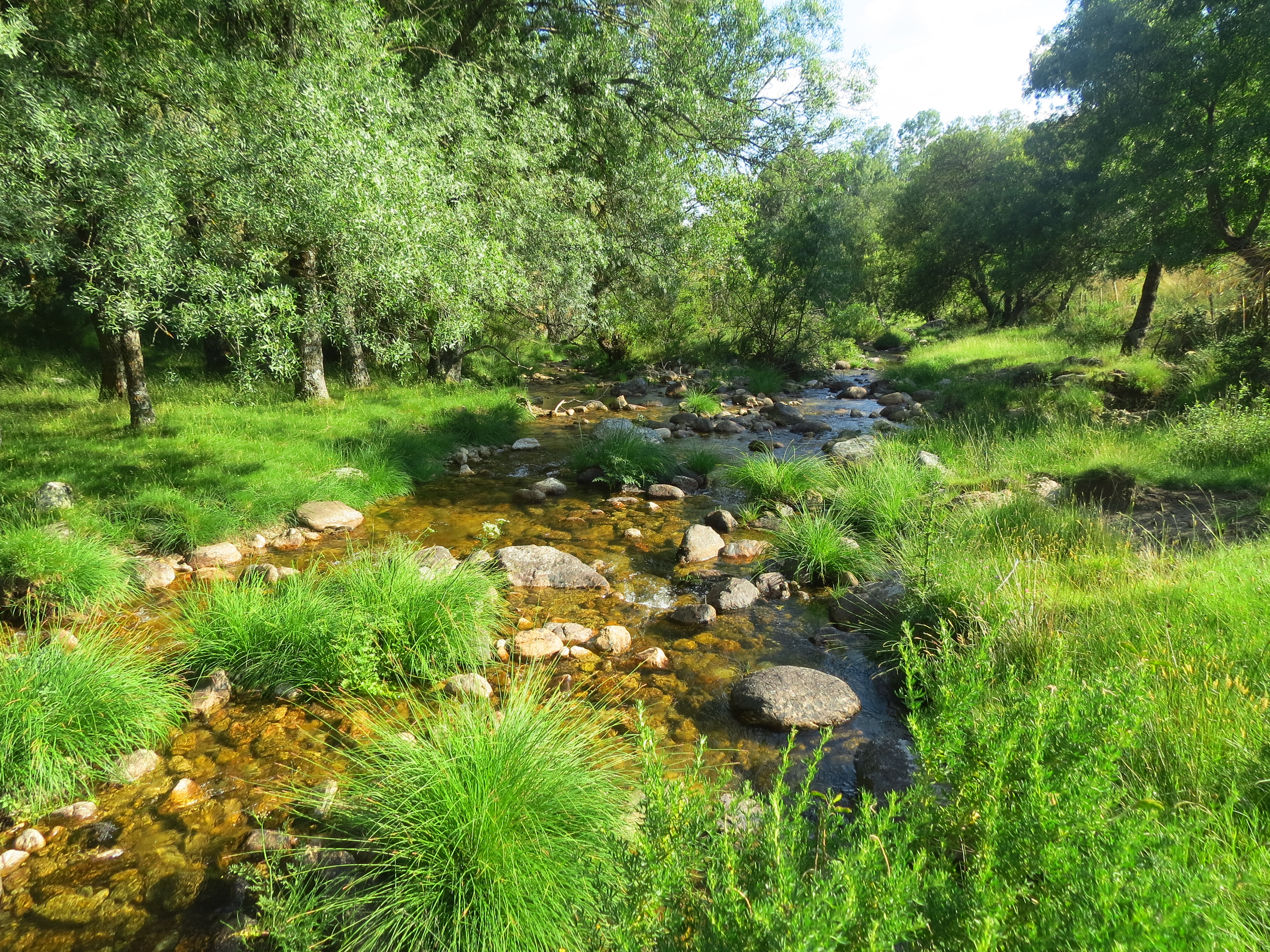
Río Cambrones a su paso por Palazuelos de Eresma

En 1491 los Reyes Católicos formalizaron los derechos sobre el lugar de esta institución. En 1987 sirvió como enlace para la creación de la Mancomunidad de La Atalaya compuesta por los mismos municipios que la Junta y que ahora ostenta buena parte los derechos de gestión de aguas de la zona relegando a la junta a funciones testimoniales.

## Intento de expropiación
En 2018 la Confederación Hidrográfica del Duero inició los trámites para expropiar la zona a la Junta. Intento muy criticado por los vecinos y ayuntamientos de la zona. La decisión fue querellada por individuos y organizaciones locales además de ser recurrida por la junta, finalmente en 2020 la Confederación se vio obligada renunciar al proyecto de expropiación.

## Integrantes

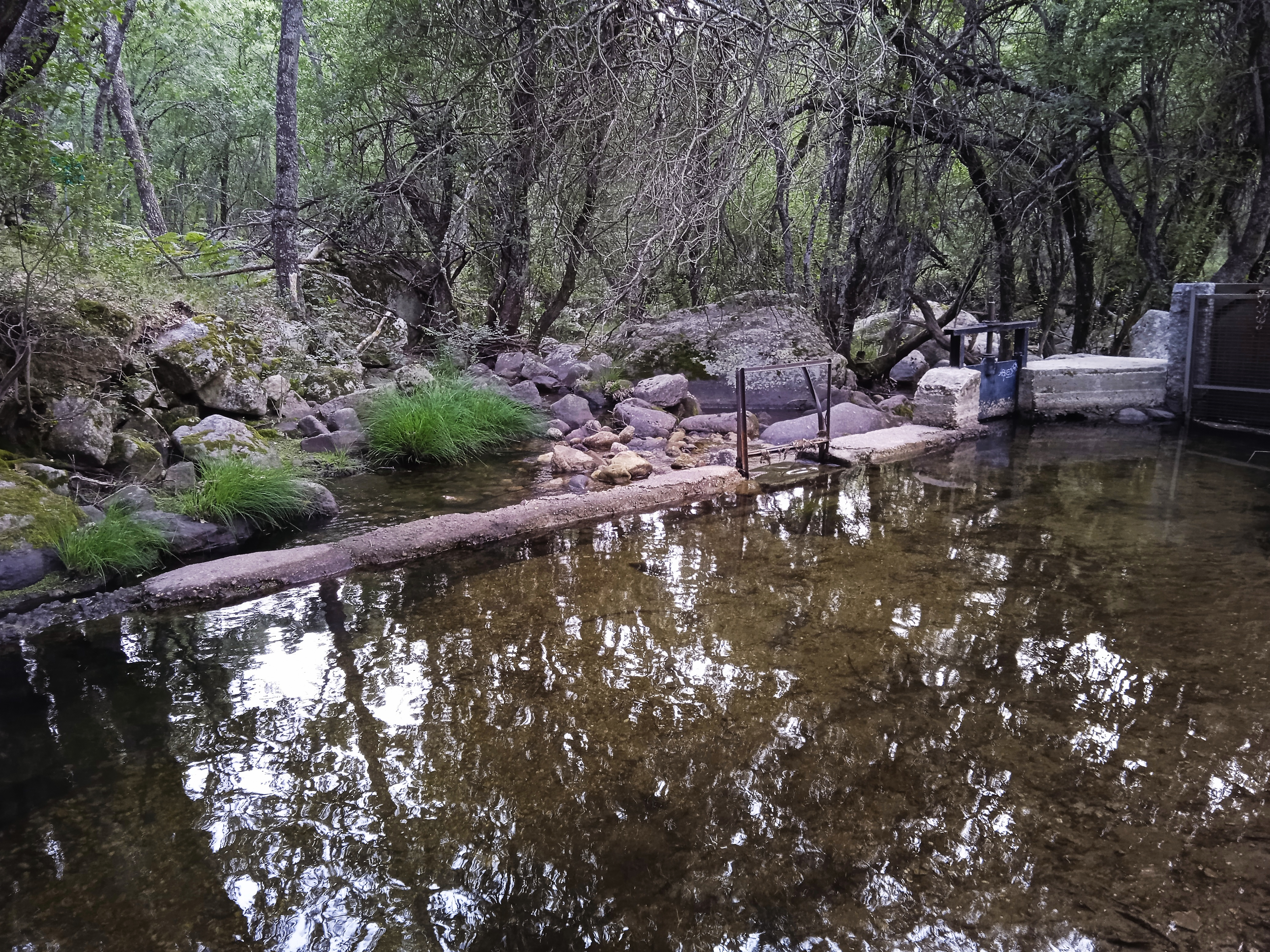
Portillos en el río Cambrones de la organización, próximos a la CASETA de la organización

La Noble Junta de Cabezuelas está formada por los municipios donde fluye el río Cambrones que está dividido en 50 caces.
|  | Nombre                   | N.º de caces | Anexos actuales              |
|  | ------------------------ | ------------ | ---------------------------- |
|  | Palazuelos de Eresma     | 16           | Tabanera del Monte (9 caces) |
|  | Trescasas                | 15           | Sonsoto (8 caces)            |
|  | San Cristóbal de Segovia | 14           | Ninguno                      |
|  | La Lastrilla             | 5            | Ninguno                      |

| Nombre               | Estado actual | Municipio actual                       | N.º de caces                                                       | Dependiente | Sexmo        |
| -------------------- | ------------- | -------------------------------------- | ------------------------------------------------------------------ | --- | ------------ |
| Palazuelos de Eresma | Municipio     | Palazuelos de Eresma                   | 7                                                                  | Nunca | San Millán   |
| Tres Casas           | Municipio     | Trescasas                              | 7                                                                  | Nunca | San Lorenzo  |
| San Cristóbal        | Municipio     | San Cristóbal de Segovia               | 14                                                                 | Hasta 1833 como arrabal de Segovia 1862/63-1999 de Palazuelos de Eresma conservando representación                       | Segovia      |
| La Lastrilla         | Municipio     | El Sotillo (La Lastrilla)              | 5                                                                  | Hasta 1833 como arrabal de Segovia                                                                                       | Segovia      |
| Tabanera del Monte   | Localidad     | Palazuelos de Eresma                   | 9                                                                  | 1857-actualidad de Palazuelos de Eresma conservando representación                                                       | San Lorenzo  |
| Sonsoto              | Localidad     | Trescasas                              | 8                                                                  | 1857-actualidad de Trescasas conservando representación                                                                  | San Lorenzo  |
| Segovia capital      | Municipios    | San Cristóbal de Segovia, La Lastrilla | 21                                                                 | Hasta la constitución en 1833 de los arrabales de San Cristóbal de Segovia y La Lastrilla como municipios independientes | Segovia      |
| Ojalvilla            | Despoblado    | La Lastrilla                           | ?                                                                  | En el actual término municipal de La Lastrilla                                                                           | Segovia      |
| Cáceres o Cabezuelas | Despoblado    | Trescasas, San Cristóbal de Segovia    | Fue la capital de la Junta hasta su despoblación en la edad modena | Entre el actual término municipal de Trescasas y el de San Cristóbal de Segovia                                          | San Lorenzo  |
| Aragoneses           | Despoblado    | Trescasas, San Cristóbal de Segovia    | ?                                                                  | Entre el actual término municipal de Trescasas y el de San Cristóbal de Segovia                                          | San Lorenzo? |
| Agriones             | Despoblado    | Trescasas                              | ?                                                                  | En el actual término municipal de Trescasas                                                                              | San Lorenzo  |
| Prozaces             | Despoblado    | San Cristóbal de Segovia               | ?                                                                  | En el actual término municipal de San Cristóbal de Segovia                                                               | Segovia?     |
| Pellejeros           | Despoblado    | Palazuelos de Eresma                   | ?                                                                  | En el actual término municipal de Palazuelos de Eresma                                                                   | San Millán   |
| Torrecilla           | Despoblado    | Palazuelos de Eresma                   | ?                                                                  | En el actual término municipal de Palazuelos de Eresma                                                                   | San Millán   |
| Gamones              | Despoblado    | Palazuelos de Eresma                   | ?                                                                  | En el actual término municipal de Palazuelos de Eresma                                                                   | San Millán   |
| Rosales              | Despoblado    | Palazuelos de Eresma                   | ?                                                                  | En el actual término municipal de Palazuelos de Eresma                                                                   | San Millán   |
| San Bartolomé        | Despoblado    | Palazuelos de Eresma                   | ?                                                                  | En el actual término municipal de Palazuelos de Eresma                                                                   | San Millán   |
| Cabanillas del Monte | Localidad     | Colaborador de Trescasas               | 0                                                                  | Colaborador de Trescasas de mano de la organización medioambiental local de Tenada del Monte                             | San Lorenzo  |

## Estructura orgánica

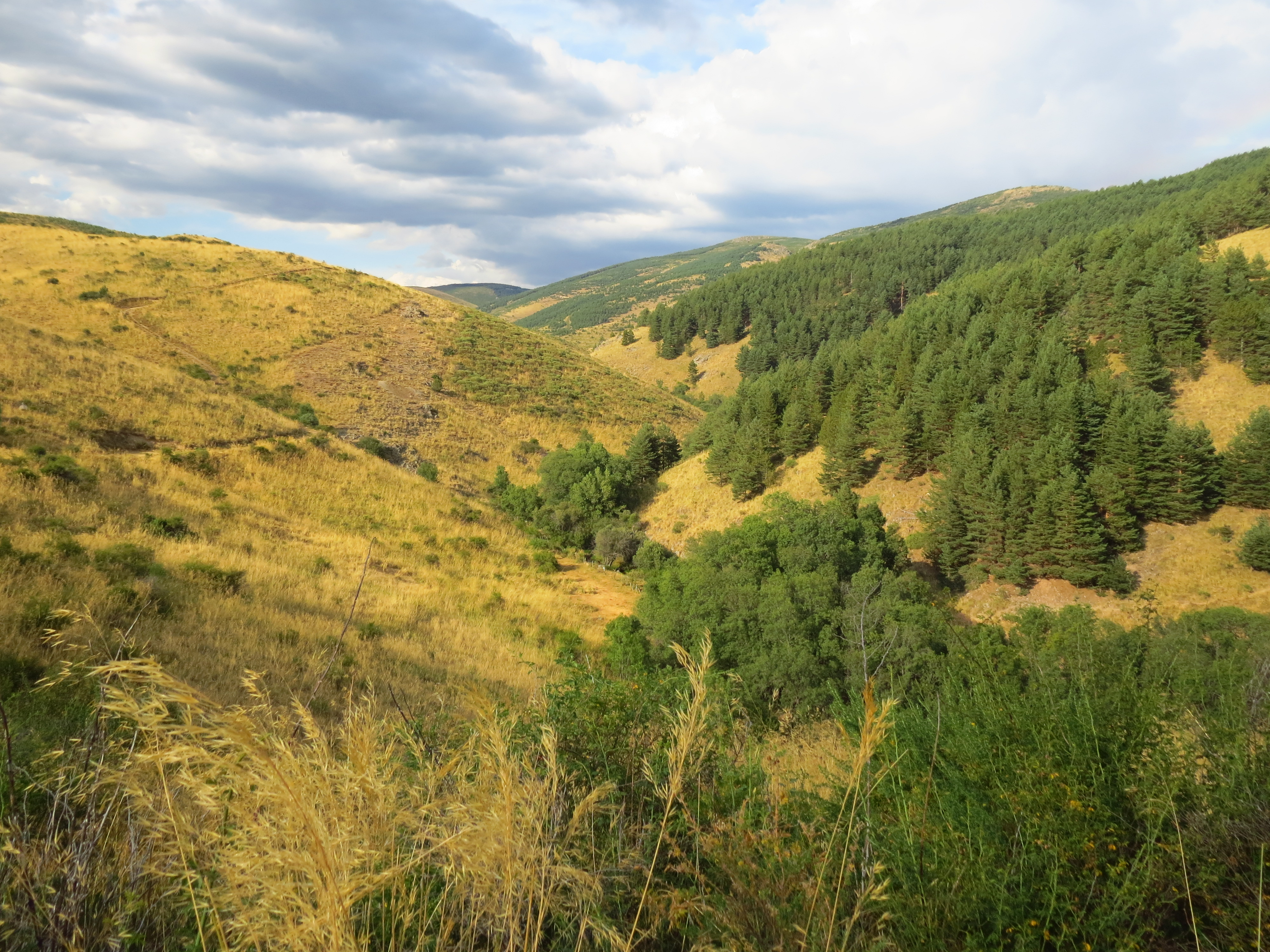
Zona cercana a la CASETA

El máximo representante de la institución es el Alcalde de Cartas; según la inveterada tradición, escrupulosamente respetada, la Junta se convoca el último domingo de mayo de cada año en la CASETA, pequeña edificación inmemorable de la zona para «mudar» de manera pactada y por mayoría simple al Alcalde de Cartas entre los distintos alcaldes de los municipios integrantes; esta junta debe disolverse siempre «antes de la postura del sol».
La Noble Junta, a su vez, nombra personas que se encargan del buen «guiamiento» o de «poner en vez» el agua, es decir, son los artífices de solucionar quebradas o roturas en la cacera y, si la circunstancia así lo requiere, de avisar a la Junta o al Alcalde para adoptar una solución conjunta. Estas personas son conocidas popularmente como los Pastores del Agua.

## Emblema
El emblema y escudo de la Noble Junta de Cabezuelas presenta una cruz cristiana y una media luna musulmana. Estas están varias veces marcadas como puntos de referencia y de división del cauce del gestionado río Cambrones. Esta unión simboliza la convivencia de ambas religiones para el mantenimiento del río Cambrones durante la Edad Media. En 2009 este símbolo se incluyó en el escudo de La Lastrilla al crearse.

Escudo de la Noble Junta de Cabezuelas
Escudo de La Lastrilla, a la derecha aparece la insignia de la Junta